# Kargat (fiume)
Il Kargat (in russo Каргат?) è un fiume della Russia siberiana occidentale. Scorre nei rajon Čulymskij, Kargatskij, Ubinskij e Zdvinskij dell'Oblast' di Novosibirsk.
Il fiume ha origine dal lago Kargatënok (озеро Каргатёнок) ad un'altitudine di 139 m, nella Steppa di Barabinsk, e scorre con direzione mediamente sud-occidentale, parallelamente al corso del fiume Čulym in cui sfocia poco prima che questo si immetta nel lago Malye Čany. Il Kargat ha una lunghezza di 387 km; l'area del suo bacino è di 7 210 km². È gelato mediamente da novembre a metà aprile.
Lungo il suo corso si trovano le città di Zdvinsk e di Kargat; all'altezza di Kargat è attraversato dalla ferrovia Transiberiana (la sezione Omsk-Novosibirsk) e dall'autostrada R254 «Irtyš».